# Roumengoux
Roumengoux é uma comuna francesa na região administrativa de Occitânia, no departamento de Ariège. Estende-se por uma área de 6,87 km². Em 2010 a comuna tinha 168 habitantes (densidade: 24,5 hab./km²).